# Švošovská naučná stezka
 Švošovská naučná stezka (slovensky Švošovský turisticko-náučný chodník) se nachází v severní části pohoří Velká Fatra na Slovensku. Prochází po jižním úbočí západního hřebene vrcholu Ostré. Stezka je zaměřena na přírodovědu, ochranu přírody a historii. Pojmenována je podle blízké obce Švošov v okrese Ružomberok v Žilinském kraji.

## Seznam naučných tabulí
- Informačný panel (slovensky)
- História Švošova (slovensky)
- Ryby (slovensky)
- Neživá príroda (slovensky)
- Stromy (slovensky)
- Hmyz (slovensky)
- Lesné plody (slovensky)
- Kvety (slovensky)
- Cicavce (slovensky)
- Vtáky (slovensky)